# Listes royales des tombes de Den et Qâ

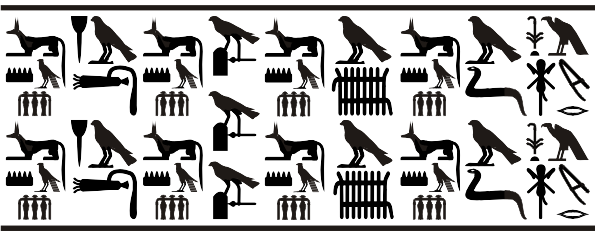
Reconstitution du texte du premier sceau de Den

Les listes royales des tombes de Den et Qâ correspondent aux empreintes de trois sceaux-cylindres. Les empreintes des deux premiers sceaux ont été découvertes en 1985 (et publié en 1987) par une équipe de l'Institut archéologique allemand du Caire, à Oumm el-Qa'ab dans la sépulture attribuée au roi Den de la Ire dynastie . Le troisième sceau a quant à lui été découvert dans la même nécropole une décennie (publié en 1996) plus tard dans la tombe de Qâ, le troisième successeur de Den. 
|                             |                             |               |  |  |  |  |  |  |  |  |  |  |  |  |  |  |  |  |  |
| Hor-Narmer                  | Hor-Narmer                  | Hor-Narmer    |  |  |  |  |  |  |  |  |  |  |  |  |  |  |  |  |  |
| Hor-Aha                     | Hor-Aha                     | Hor-Aha       |  |  |  |  |  |  |  |  |  |  |  |  |  |  |  |  |  |
| Hor-Djer                    | Hor-Djer                    | Hor-Djer      |  |  |  |  |  |  |  |  |  |  |  |  |  |  |  |  |  |
| Hor-Ouadji                  | Hor-Ouadji                  | Hor-Ouadji    |  |  |  |  |  |  |  |  |  |  |  |  |  |  |  |  |  |
| Hor-Den                     |                             | Hor-Den       |  |  |  |  |  |  |  |  |  |  |  |  |  |  |  |  |  |
| « la mère du roi » Merneith | « la mère du roi » Merneith |               |  |  |  |  |  |  |  |  |  |  |  |  |  |  |  |  |  |
|                             |                             | Hor-Adjib     |  |  |  |  |  |  |  |  |  |  |  |  |  |  |  |  |  |
|                             |                             | Hor-Sémerkhet |  |  |  |  |  |  |  |  |  |  |  |  |  |  |  |  |  |
|                             |                             | Hor-Qâ        |  |  |  |  |  |  |  |  |  |  |  |  |  |  |  |  |  |

Cette liste royale égyptienne est la plus ancienne retrouvée à ce jour. Son ancienneté, ainsi que la présence du nom de Narmer, renforce l'argument selon lequel ce dernier était le fondateur de la Ire dynastie plutôt que simplement le dernier roi thinite avant l'unification de l'Égypte. L'absence du nom de Ménès sur cette liste a également son importance, le consensus universitaire étant que Ménès était une variation ultérieure du nom de Narmer,.
Il est à noter que si Merneith a bien été considérée comme une personne importante pendant le règne de Den comme l'indiquent les deux sceaux, ceci n'a semble-t-il pas survécu à au règne du fils de la reine car elle n'est plus indiquée dans le sceau de Qâ.